# Thutmosis (Bildhauer)
Thutmosis, auch Thutmose oder Djehutimes, war Bildhauer, zuweilen auch als Oberbildhauer bezeichnet, zur Zeit des Pharaos Echnaton in der 18. Dynastie (Neues Reich). Sein Name und Titel Thutmosis, Liebling des guten Gottes, Aufseher der Arbeiten und Bildhauer sind auf dem Fragment einer kleinen Scheuklappe aus Elfenbein belegt, die sich mit der Inventar-Nr. 21193 im Ägyptischen Museum Berlin befindet und in Tell el-Amarna in Haus P 47,2 gefunden wurde.
Bekannt ist Thutmosis durch die Entdeckung seiner Bildhauerwerkstatt und der dort von Ludwig Borchardt gefundenen Skulpturen und Büsten, von denen das bekannteste Objekt die Büste der Nofretete ist.

## Fundgeschichte

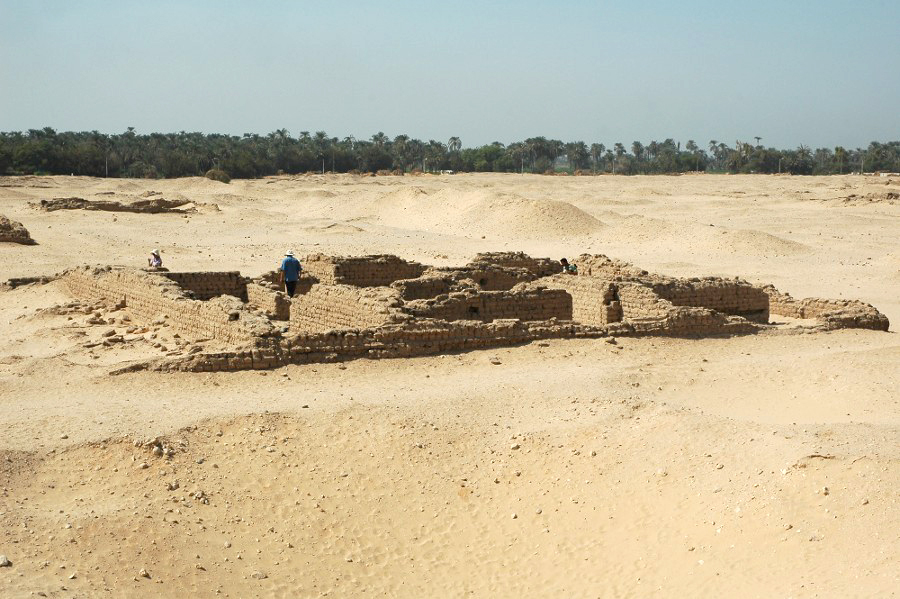
Überreste des Ateliers des Bildhauers Thutmosis (P 47,2)

Das Atelier und angrenzende Haus des Bildhauers Thutmosis wurde während der Grabungskampagne 1912/1913 der Deutschen Orient-Gesellschaft (DOG) in Tell el-Amarna unter der Leitung von Ludwig Borchardt gefunden. Der Fundkomplex, Gebäudereste aus Lehmziegeln, erhielt die Bezeichnung P 47.1-3.
Die Finanzierung dieser Grabung trug der Berliner Baumwollhändler James Simon. Nach der Fundteilung gemäß den damals geltenden Bestimmungen „zu gleichen Teilen“ (à moitié exacte) am 20. Januar 1913 gingen viele Objekte in seinen Besitz über; Simon übergab sie 1920 als Schenkung dem Ägyptischen Museum in Berlin.

## Das Bildhaueratelier

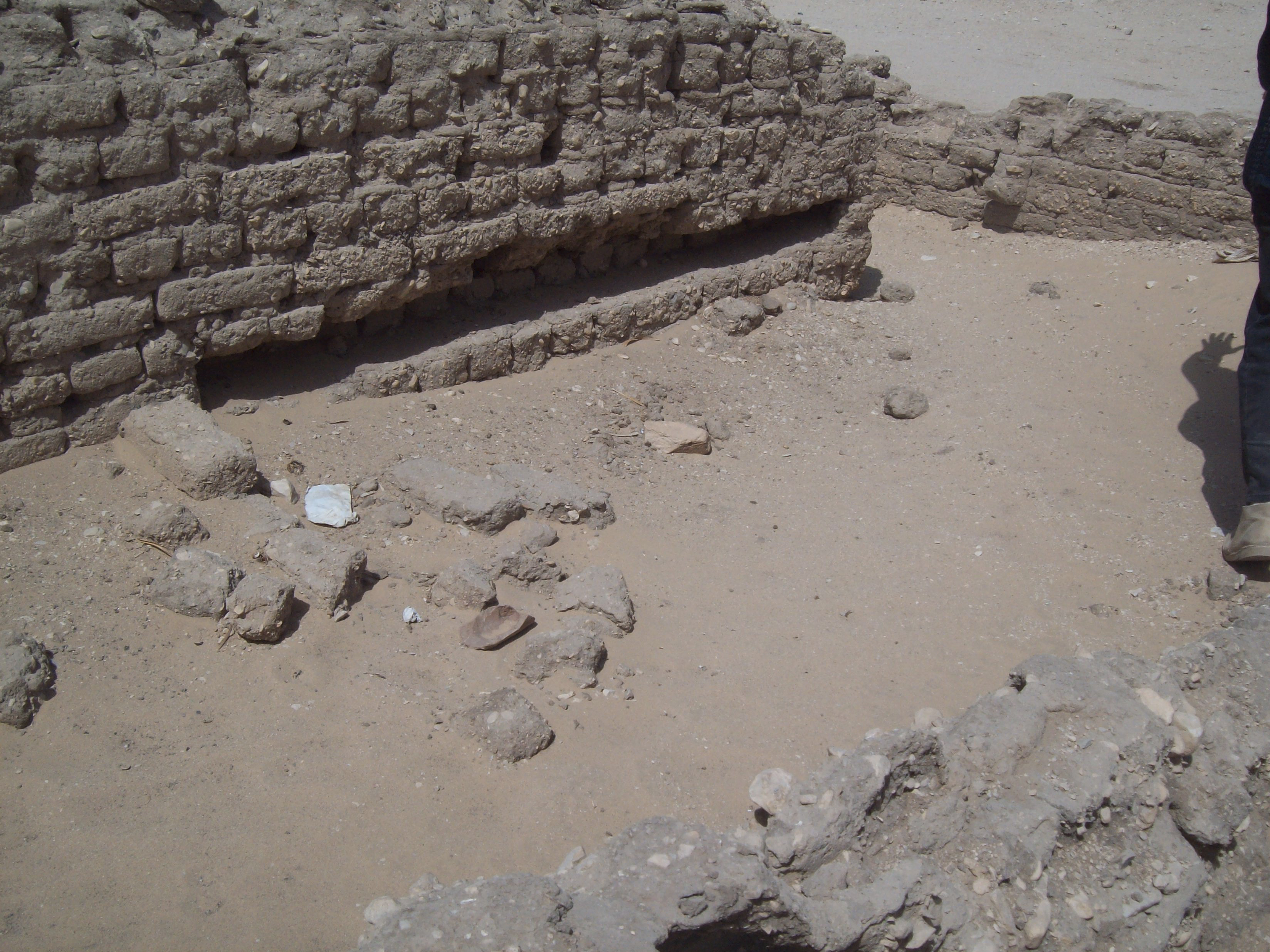
Überreste des Ateliers des Bildhauers Thutmosis

Die teilweise erhaltene Inschrift auf einer gefundenen Scheuklappe erlaubt die namentliche Zuordnung des Hauses: … Liebling des guten Gottes, Aufseher der Arbeiten und Bildhauer Thutmosis (…  ḥzy (n) nṯr nfr ḥrj k3t sˁnḫ ḏḥwtj-msjw ).
Die Werkstatt des Thutmosis liefert nicht nur einen einzigartigen Einblick in die Arbeiten der altägyptischen Bildhauer, sondern stellt auch die größte Sammlung an Amarna-Kunst dar. Die gefundenen Statuen, Statuenköpfe und Büsten bestehen aus verschiedenen Materialien, wie Kalkstein, Quarzit, Granit oder Stuck, und weisen unterschiedliche Stadien der Fertigstellung auf. Einige Köpfe waren für Komposit-Statuen vorgesehen, d. h. Statuen, die nicht in einem Stück bearbeitet, sondern aus verschiedenen Teilen zusammengesteckt wurden. Der Ägyptologe Flinders Petrie fand zwar bei seinen Arbeiten in Tell el-Amarna eine ähnliche Sammlung an Skulpturen, jedoch waren diese schlechter erhalten. Die Werke aus dem Atelier des Thutmosis zählen zu den wichtigsten Fundgruppen Ägyptens.

## Die Werke
Die Werke des Thutmosis werden häufig als Bildhauer-Studien oder Porträt-Studien bezeichnet, da alle gefundenen Stücke unvollendet sind. So fehlten beispielsweise nicht nur die abschließenden Polierarbeiten der Oberflächen oder bei den Statuenköpfen die Einlagen für die Augen oder Augenbrauen, sondern auch zum Teil die Kopfbedeckungen. Andere Einzelstücke weisen noch die in schwarzer oder roter Farbe aufgetragenen Markierungen für weitere Ausarbeitungen auf.
Die gefundenen Köpfe aus Gips (Stuck) sind einmalig in Ägypten und können in zwei Gruppen unterteilt werden:
- Gesichter in Lebensgröße, denen der Hinterkopf fehlt und die eher an Masken erinnern. Sie sind sehr realistische Darstellungen von Frauen und Männern, denen das Alter anzusehen ist und die zum Teil hässlich oder auch vergrämt wirken. Diese Köpfe sind charakteristisch und zeigen individuelle Gesichtszüge, geben jedoch keine Auskunft über die Person selbst. Es handelt sich hierbei um Privatpersonen, deren Identitäten unbekannt sind, die aber in der Amarna-Zeit eine bedeutende Rolle gespielt haben müssen. Es wird davon ausgegangen, dass diese Abbilder direkt als Abguss von lebenden oder sogar toten Menschen genommen wurden. Die Motive für diese Art der Arbeiten ist unbekannt.

- Die zweite im Atelier gefundene Gruppe umfasst rundplastische Köpfe, bei denen der Oberkopf fehlt. Sie haben nur teilweise Lebensgröße und tragen idealisierende Gesichtszüge. Aufgrund der Ansätze für Kronen können sie der Königsfamilie zugeordnet werden. In Vergleichen zu zeitgenössischen Darstellungen konnten Amenophis III., Echnaton, Nofretete, Kija, mehrere Königstöchter oder hohe Hofbeamten identifiziert werden. Einige dieser Objekte haben Aushöhlungen für Einlagen, beispielsweise aus Fayence, und sind sogenannte Modelle, die zur Herstellung von Statuen in Serie dienten. Die Büste der Nofretete zählt zu dieser Objektgruppe.

Statuen und Porträts im Ägyptischen Museum Berlin
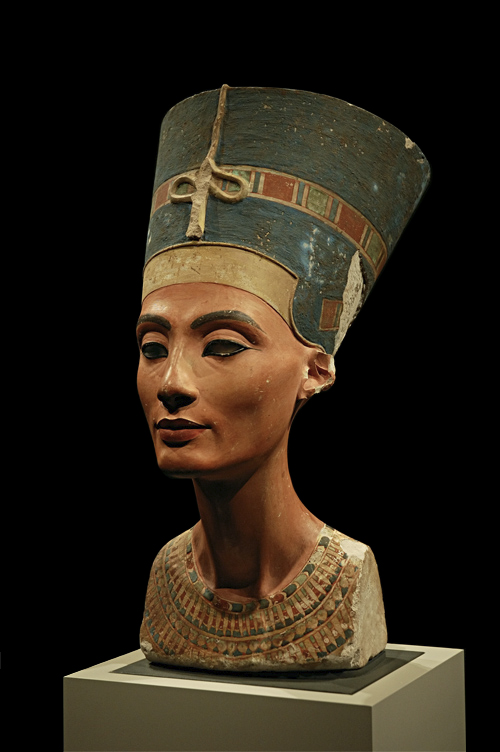
Büste der Nofretete (Haus P 47,2; Kalkstein, Nr. 21300)
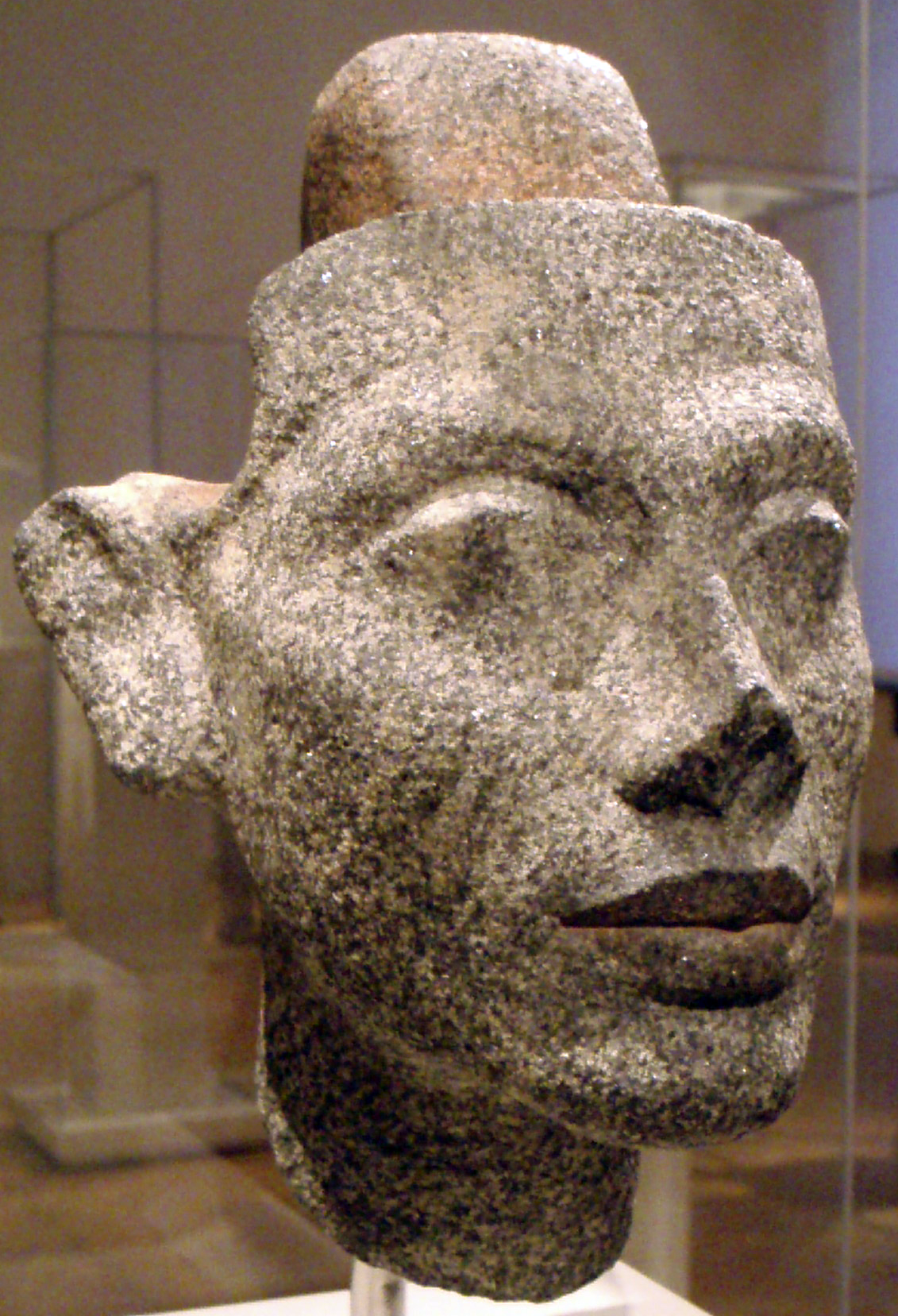
Kopf einer Komposit-Statue der Nofretete (Haus P 47,3; Granit, Nr. 21358)
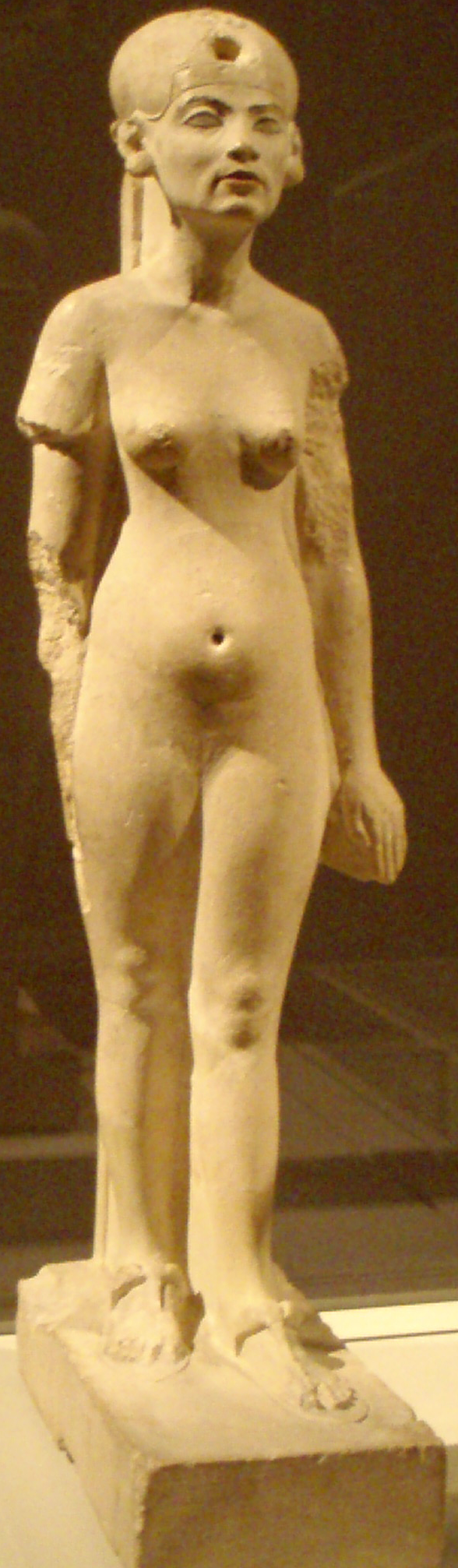
Standfigur der Nofretete (Haus P 47,2; Kalkstein, Nr. 21263)
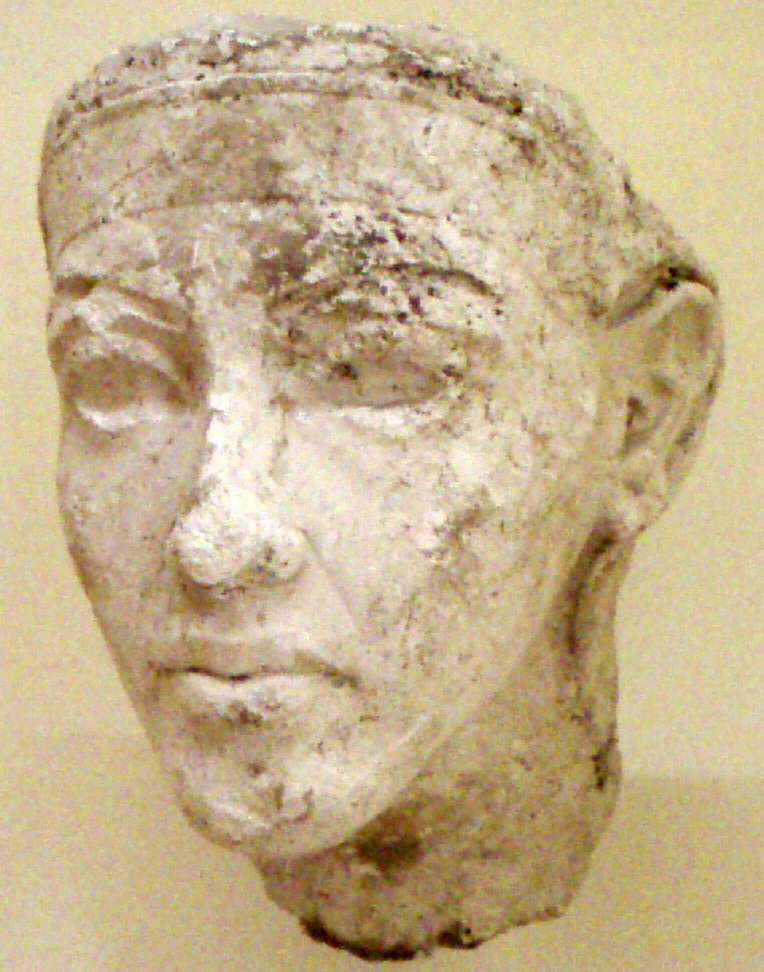
Porträt-Studie des Echnaton (Haus P 47, Stuck, Nr. 21348)
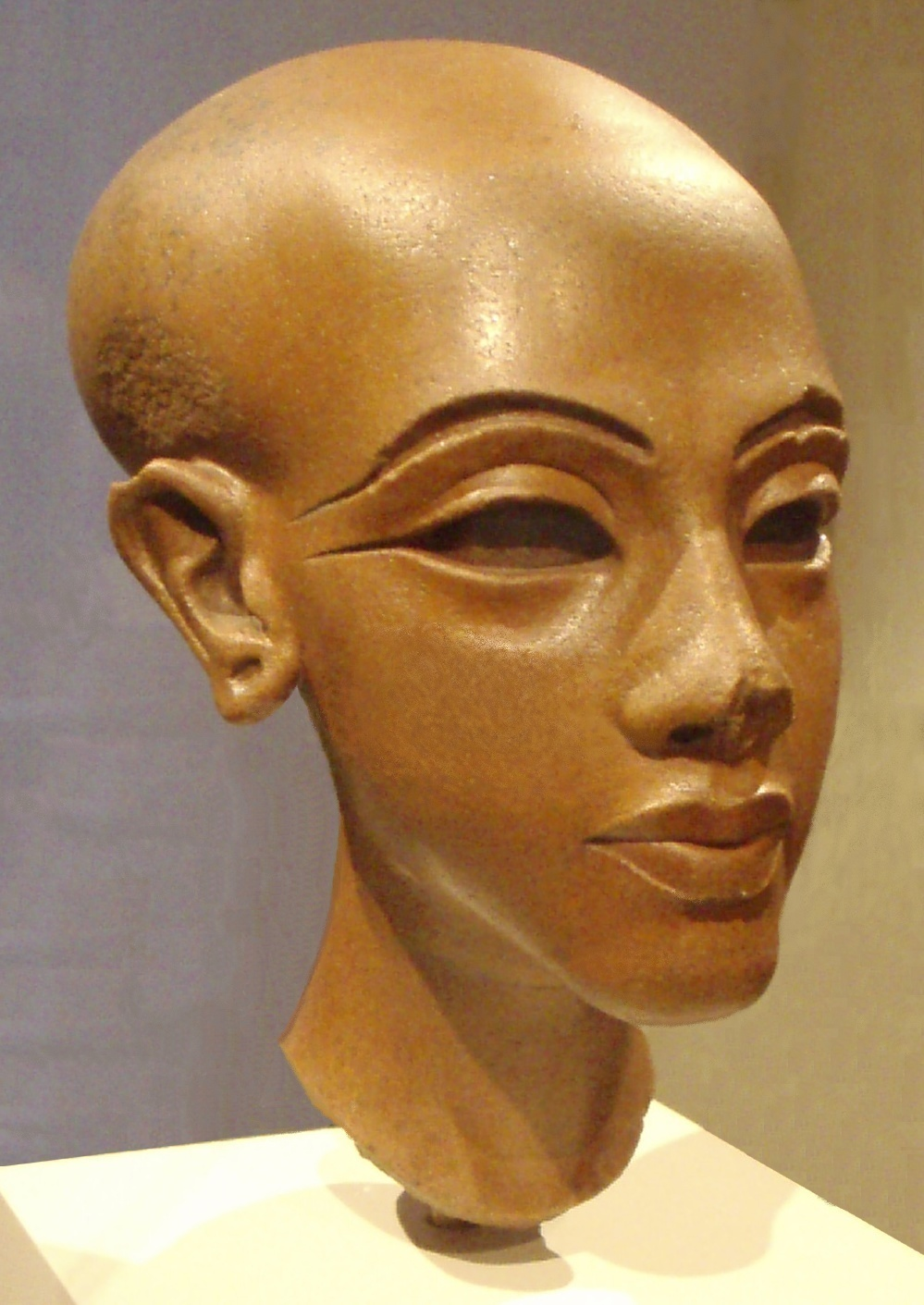
Kopf einer Prinzessin (Haus P 47,1; silifizierter Sandstein (Quarzit), Nr. 21223)
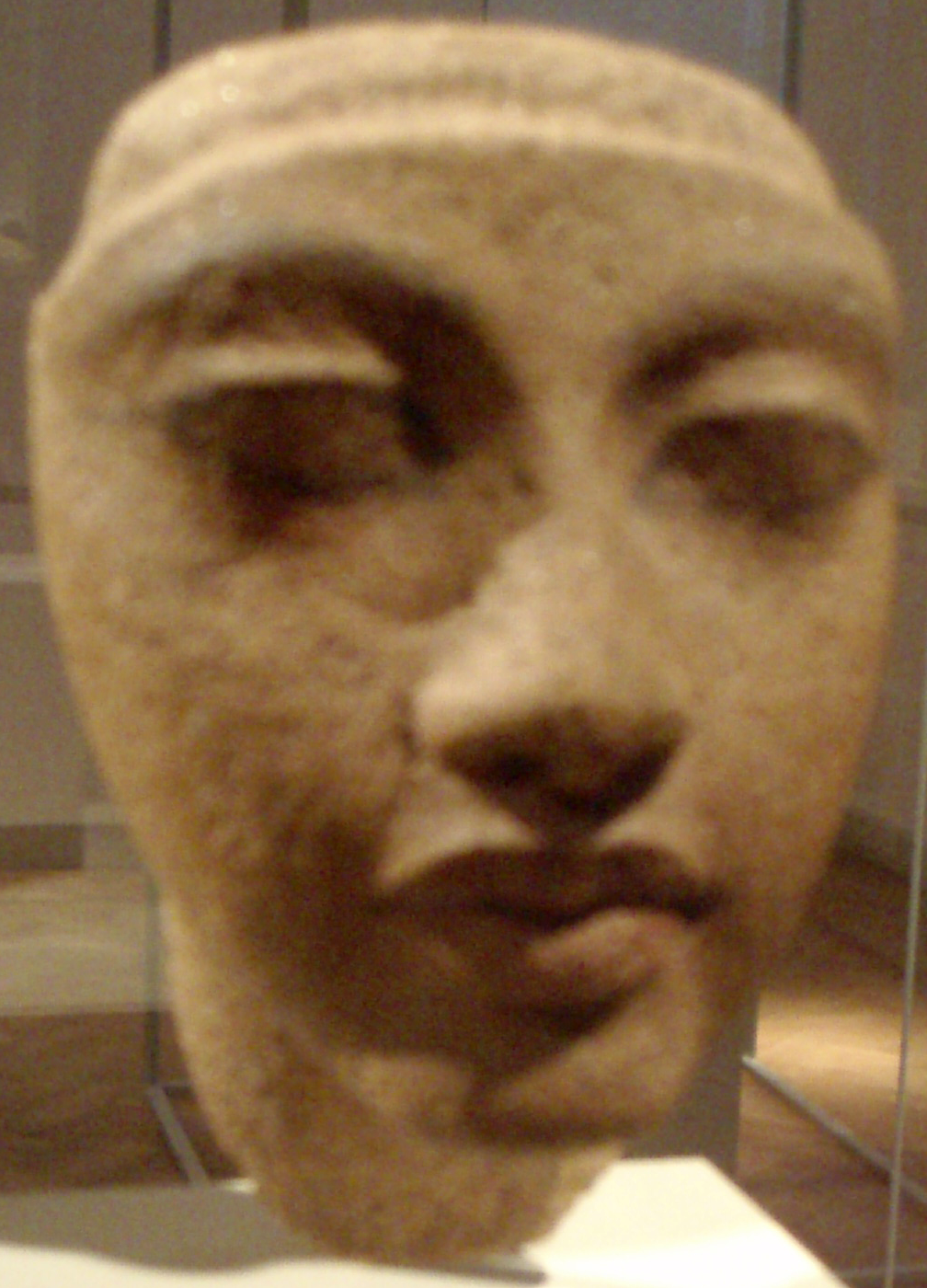
Porträt-Studie der Kija (Haus P47,2; Quarzit, Nr. 21245)
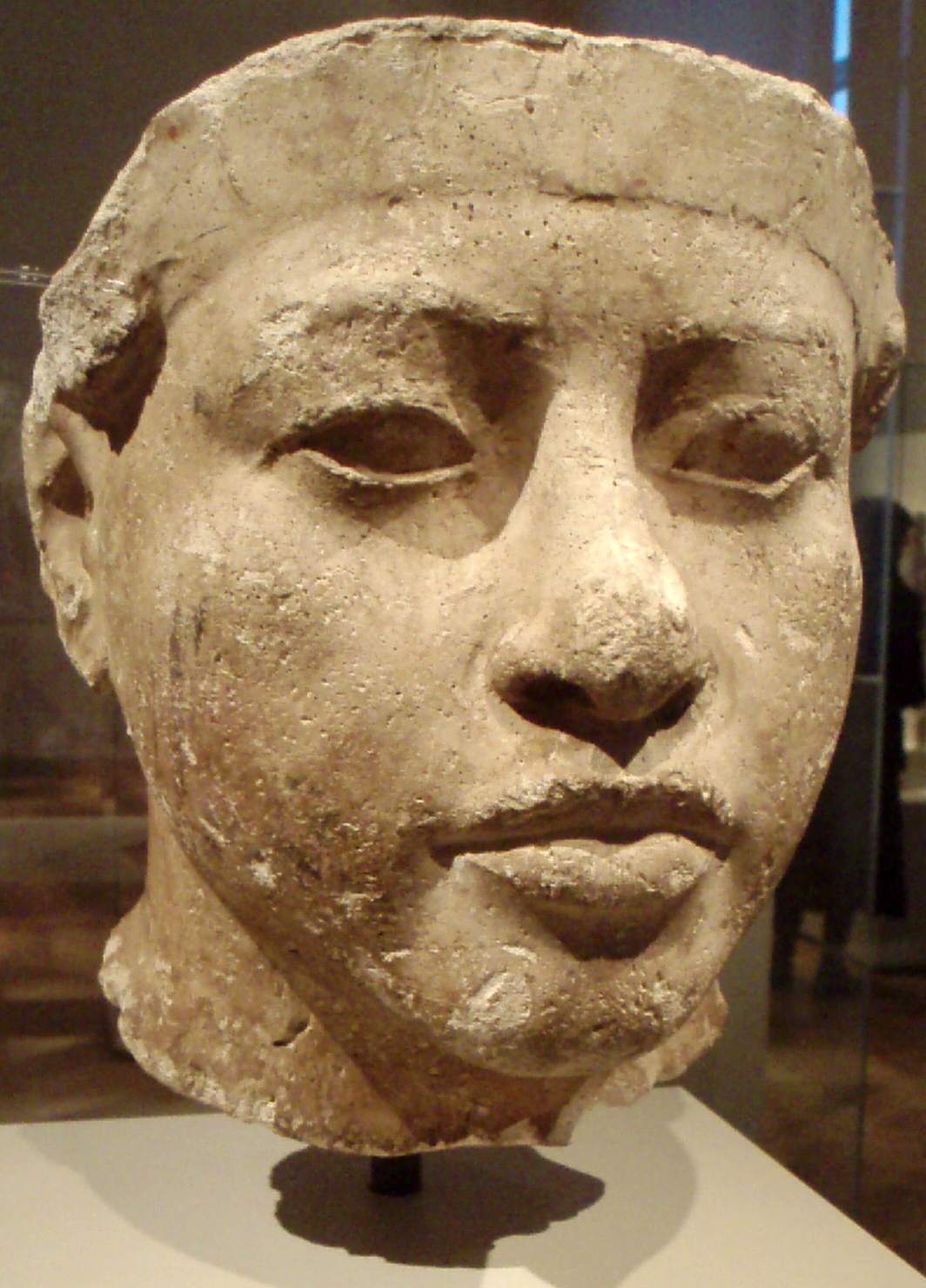
Porträt-Studie Amenophis III. (Stuck)
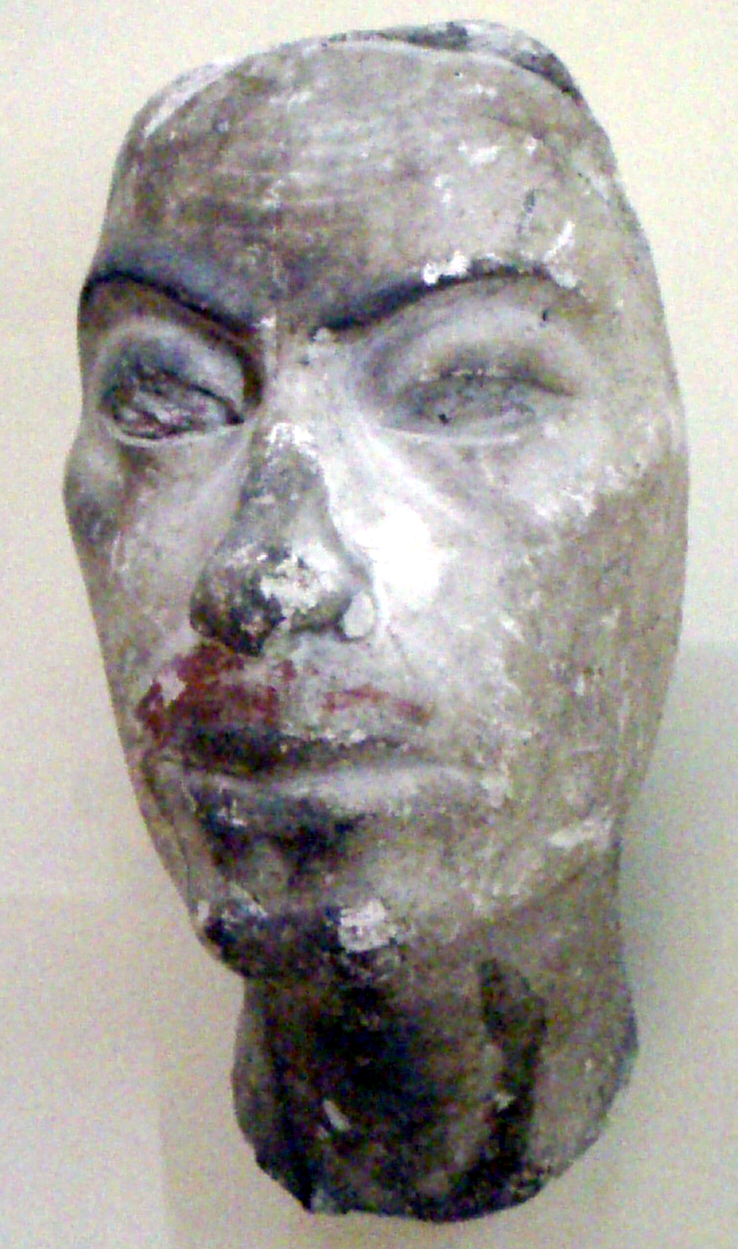
Porträt-Studie, vermutlich Eje II. (Stuck, Nr. 21350)

## Grab
In Sakkara befindet sich das ausgemalte Felsengrab mehrerer Künstler, die hier zusammen bestattet wurden. Einer dieser Künstler ist der „Oberster der Maler am Platz der Wahrheit“ (meist nur als „Oberster der Maler bezeichnet“), Thutmosis. Das Grab wurde 1996 gefunden und datiert in die Zeit von Tutanchamun. Es ist möglich, dass dieser Thutmosis mit dem Bildhauer identisch ist. Der Vater des Thutmosis aus Sakkara heißt Amenramwia, seine Mutter Mutemweschet. Seine Gemahlin heißt Inyy. Ein anderer hier bestatteter Künstler war der „Oberste der Maler am Platz der Wahrheit“ Kenena.